# Two Little Imps
Two Little Imps er en amerikansk stumfilm fra 1917 af Kenean Buel.

## Medvirkende
- Jane Lee som Jane
- Katherine Lee som Katherine
- Leslie Austin som Billy Parke
- Edna Hunter som Betty Murray
- Edwin Holt som William Murray